# Arachniodes quadripinnata
Arachniodes quadripinnata är en träjonväxtart som först beskrevs av Bunzo Hayata och som fick sitt nu gällande namn av Shunsuke Serizawa.
Arachniodes quadripinnata ingår i släktet Arachniodes och familjen Dryopteridaceae. Inga underarter finns listade i Catalogue of Life.